# Vesvres-sous-Chalancey
Vesvres-sous-Chalancey är en kommun i departementet Haute-Marne i regionen Grand Est (tidigare regionen Champagne-Ardenne) i nordöstra Frankrike. Kommunen ligger i kantonen Prauthoy som tillhör arrondissementet Langres. År 2022 hade Vesvres-sous-Chalancey 47 invånare.

## Befolkningsutveckling
Antalet invånare i kommunen Vesvres-sous-Chalancey
| Referens: INSEE |